# Wijken en buurten in Neerijnen
De voormalige Nederlandse gemeente Neerijnen was voor statistische doeleinden onderverdeeld in wijken en buurten. De gemeente was verdeeld in de volgende statistische wijken:
- Wijk 00 Haaften (CBS-wijkcode:030400)
- Wijk 01 Waardenburg en Opijnen (CBS-wijkcode:030401)
- Wijk 02 Varik en Ophemert (CBS-wijkcode:030402)

Een statistische wijk kan bestaan uit meerdere buurten. Onderstaande tabel geeft de buurtindeling met kentallen volgens het Centraal Bureau voor de Statistiek (2008):
| CBS-buurtcode | Buurtnaam                     | Inwonertal | Opp. totaal (ha) | Opp. land (ha) | Ligging                |
| ------------- | ----------------------------- | ---------- | ---------------- | -------------- | ---------------------- |
| BU03040000    | Haaften                       | 2400       | 85               | 85             | Locatie in de gemeente |
| BU03040001    | Tuil                          | 460        | 31               | 31             | Locatie in de gemeente |
| BU03040002    | Hellouw                       | 740        | 105              | 105            | Locatie in de gemeente |
| BU03040007    | Verspreide huizen Tuil        | 170        | 368              | 340            | Locatie in de gemeente |
| BU03040008    | Verspreide huizen Hellouw     | 140        | 773              | 725            | Locatie in de gemeente |
| BU03040009    | Verspreide huizen Haaften     | 250        | 768              | 574            | Locatie in de gemeente |
| BU03040100    | Waardenburg                   | 1800       | 83               | 80             | Locatie in de gemeente |
| BU03040101    | Waardenburg-West              | 130        | 44               | 44             | Locatie in de gemeente |
| BU03040102    | Neerijnen                     | 140        | 46               | 44             | Locatie in de gemeente |
| BU03040103    | Opijnen                       | 1120       | 196              | 139            | Locatie in de gemeente |
| BU03040104    | Est                           | 500        | 44               | 44             | Locatie in de gemeente |
| BU03040106    | Verspreide huizen Est         | 100        | 308              | 308            | Locatie in de gemeente |
| BU03040107    | Verspreide huizen Opijnen     | 60         | 172              | 172            | Locatie in de gemeente |
| BU03040108    | Verspreide huizen Neerijnen   | 350        | 565              | 541            | Locatie in de gemeente |
| BU03040109    | Verspreide huizen Waardenburg | 410        | 1133             | 1077           | Locatie in de gemeente |
| BU03040200    | Ophemert                      | 1440       | 225              | 224            | Locatie in de gemeente |
| BU03040201    | Varik                         | 870        | 100              | 100            | Locatie in de gemeente |
| BU03040202    | Heesselt                      | 190        | 16               | 16             | Locatie in de gemeente |
| BU03040207    | Verspreide huizen Heesselt    | 220        | 587              | 439            | Locatie in de gemeente |
| BU03040208    | Verspreide huizen Varik       | 100        | 452              | 392            | Locatie in de gemeente |
| BU03040209    | Verspreide huizen Ophemert    | 230        | 1194             | 1119           | Locatie in de gemeente |